# Sannyasin

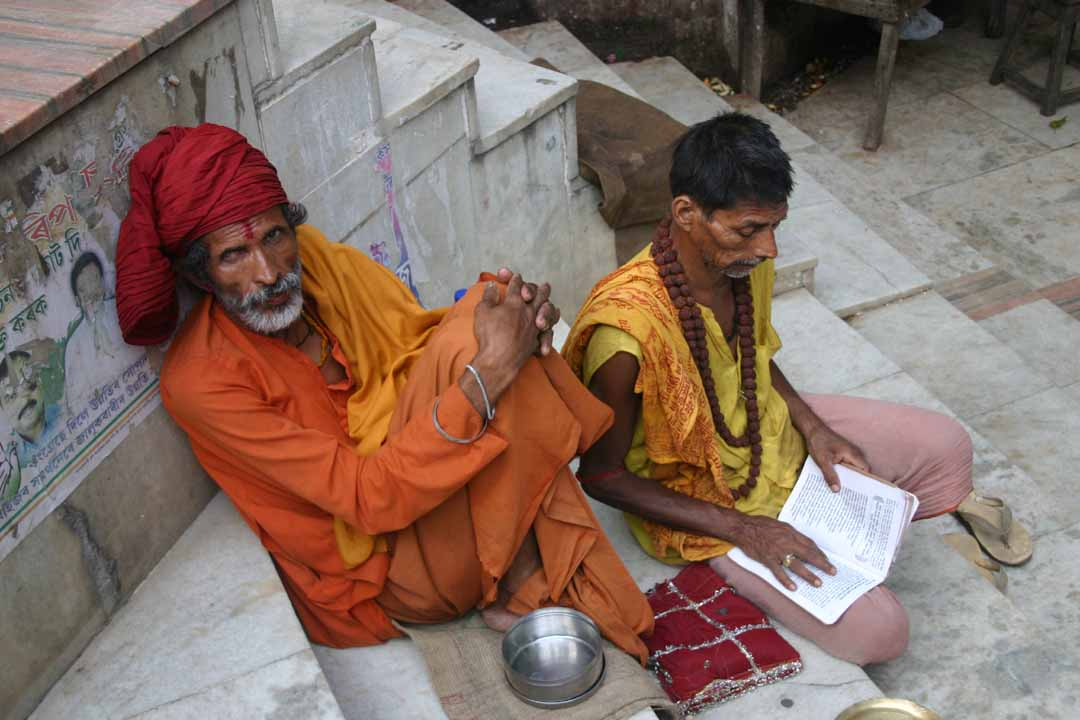
Sannyasin

Sannyasin (Sanskrit सन्न्यासिन् saṃnyāsin [Stammform], saṃnyāsī [Nominativ], in der Umschrift meist Samnyasi[n] oder Sannyasi[n]) kommt aus dem Sanskrit und ist eine Ableitung (mit dem in-Suffix, analog zu yoga + -in > yogin „der Yogi, Yoga Praktizierende“) von saṃnyāsa „Aufgeben, Entsagung“ (Verbalpräfixe sam + ni + Verbwurzel as + Suffix -a).
Sannyas ist eine von der spirituellen Suche bestimmte Lebensart. Sannyasin bezeichnet im Hinduismus, im Sinne einer brahmanischen Entsagung, einen Menschen, welcher der Welt entsagt hat und in völliger Besitzlosigkeit lebt. Sein ganzes Streben ist auf Moksha, die Befreiung vom Karma und vom Kreislauf von Geburt und Tod durch Vereinigung mit Gott oder der höchsten Wirklichkeit gerichtet. Manche umherwandernde Sannyasins begnügen sich mit einem Platz in der Nähe eines Tempels; andere leben in Höhlen oder sind völlig heimatlos auf ständiger Wanderschaft. Asketisch und ungebunden lebende Sadhus, wie u. a. hinduistische Mönche genannt werden, sind Sannyasins. Sannyasins tragen traditionell orangefarbene Gewänder.
Sannyas nennt man auch die letzte der vier Stufen eines idealen Hindu-Lebens, das der Dharma, die hinduistische Ethik, als Ideal vorsieht: Im letzten Abschnitt des Lebens ist es demnach angemessen, sich von allem Weltlichen zu lösen und sich heimatlos, von milden Gaben ernährend, der Suche nach Erlösung zu widmen. 